# Kaita (vid Lempisaari, Nådendal)
Kaita med Ryssänkari är en ö i Finland. Den ligger i Skärgårdshavet och i kommunen Nådendal i den ekonomiska regionen  Åbo ekonomiska region i landskapet Egentliga Finland, i den sydvästra delen av landet. Ön ligger omkring 27 kilometer väster om Åbo och omkring 180 kilometer väster om Helsingfors.
Öns area är 2 hektar och dess största längd är 450 meter i sydöst-nordvästlig riktning.

## Delöar och uddar
- Kaita 60°28′28″N 21°47′15″Ö / 60.47434°N 21.78745°Ö
- Ryssänkari 60°28′33″N 21°47′07″Ö / 60.47592°N 21.7853°Ö